# Flurkmark
Flurkmark är en tätort i Umeå kommun i Västerbotten. 
Omkring Flurkmark finns även små kransbyar: Nyhem i söder, Stenbäck och Flurkbränna i öster, Jämnåker i norr, Långbränna och Strömsör i väster. Flurkmark ligger intill länsväg 364 cirka 20 kilometer norr om Umeå och har vägar till byarna Hissjö, Trehörningen (och vidare till Tavelsjö), Kroksjö samt Fällforsån. 

## Historia
Förledet i byns namn är mansnamnet Flörik(a), som anses vara tyskt. Byn skiljer sig därmed från de flesta andra så kallade mark-byar i Övre Norrland, som vanligen har förkristna mansnamn som förled.

### Befolkningsutveckling
| Befolkningsutvecklingen i Flurkmark 1990–2020 | Befolkningsutvecklingen i Flurkmark 1990–2020 | Befolkningsutvecklingen i Flurkmark 1990–2020 | Befolkningsutvecklingen i Flurkmark 1990–2020 | Befolkningsutvecklingen i Flurkmark 1990–2020 |
| --- | --------------------------------------------- | --------------------------------------------- | --------------------------------------------- | --------------------------------------------- |
| |                                               |                                               |                                               |                                               |
| År |                                               |                                               | Folkmängd                                     | Areal (ha)                                    |
| 1990 | 1990                                          |                                               | 245                                           | 46#                                           |
| 1995 | 1995                                          |                                               | 310                                           | 53                                            |
| 2000 | 2000                                          |                                               | 306                                           | 53                                            |
| 2005 | 2005                                          |                                               | 302                                           | 53                                            |
| 2010 | 2010                                          |                                               | 291                                           | 53                                            |
| 2015 | 2015                                          |                                               | 210                                           | 45                                            |
| 2020 | 2020                                          |                                               | 224                                           | 45                                            |
| Anm.: Ny tätort 1995 (räknades tidigare som småort på grund av för stor andel fritidsfastigheter) 2015 utbröts småorten Flurkmark västra # Som småort. |                                               |                                               |                                               |                                               |

## Samhället
I byn finns en kvarn, Flurkmarkskvarnen, och en bilverkstad. Intill Fällforsån, som rinner genom byn, ligger ett bönhus. Tidigare fanns även ett sjukhem, men detta lades ner under 1970-talet och gjordes senare om till hyreslägenheter och går numera under namnet Flurkmarksgården.  

## Idrott
Flurkmark har en idrottsklubb, Flurkmarks IK. Flurkmark har också ett elljusspår, cirka 2,5 km långt, för motionslöpning sommartid och med preparerade skidspår vintertid.
Det finns även bra klättring i skogarna runt om Flurkmark. Boulderproblemet "Bermudatriangeln" (fransk grad 7B) räknas av lokala klättrare som ett av Umeås finaste problem.

## Orten på film
- I filmen Torsk på Tallinn från 1999 nämns Flurkmark när Lennart (Jonas Inde) pratar i sin mobiltelefon ("vad gör du i Flurkmark?").